# Řády, vyznamenání a medaile Jihoafrické republiky

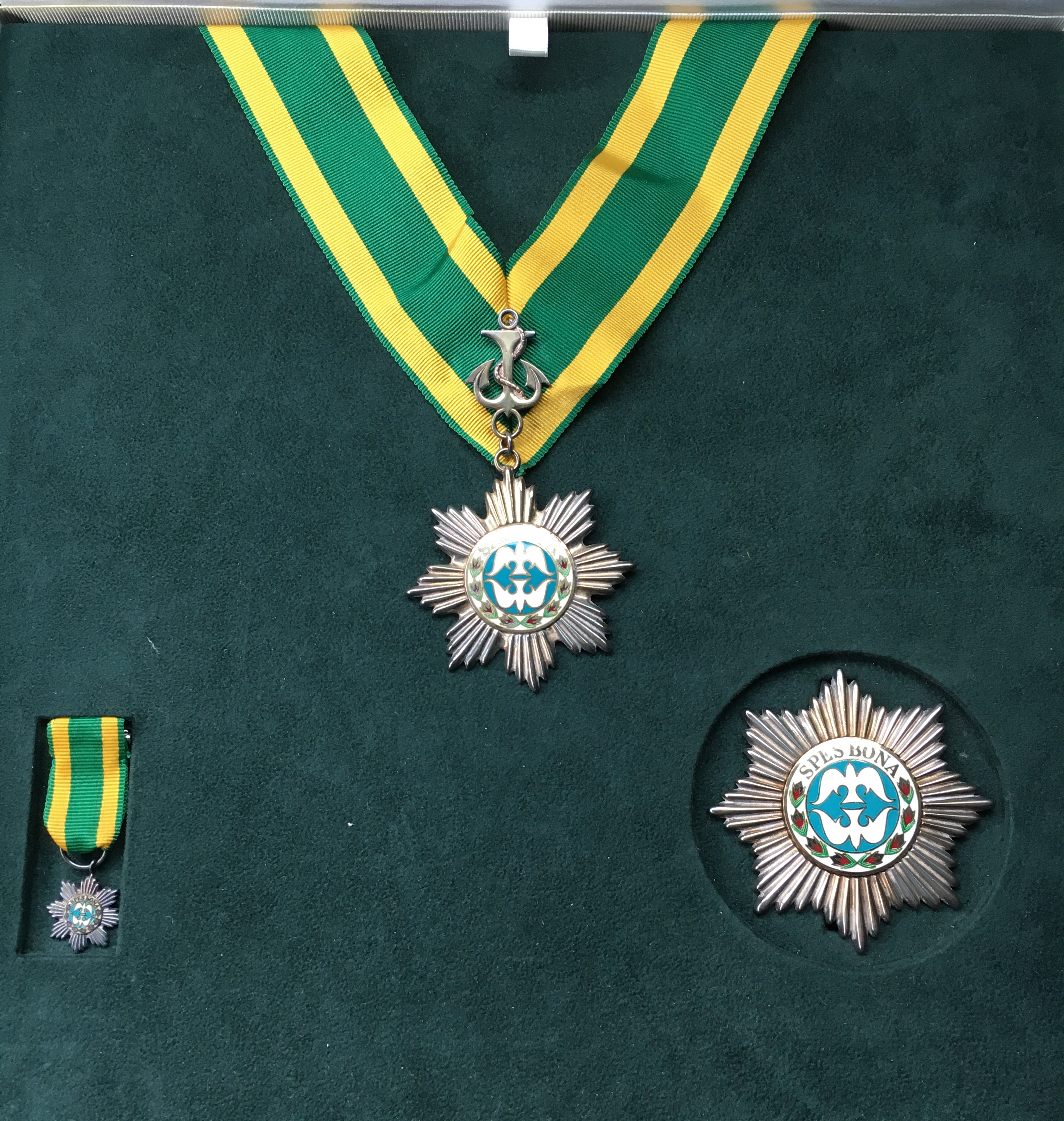
Insignie velkodůstojníka Řádu dobré naděje

Systém státních vyznamenání Jihoafrické republiky sestává z řádů, medailí a dalších vyznamenání, která jsou udílena občanům republiky i cizím státním příslušníkům jako uznání za jejich služby a úspěchy. Tento systém se vyvíjí od roku 1894.

## Historie
V 19. století bylo území Jihoafrické republiky pod koloniální vládou, a tak zde byl používán systém britských vyznamenání. Od 70. let 19. století se koloniální politici a další veřejní činitelé pravidelně objevovali v pololetních seznamech vyznamenaných a během koloniálních válek a anglo-búrské války byly koloniální vojenské síly vyznamenávány britskou vládou.

### 1894 až 1952
Od roku 1894 bylo koloniálním vládám dovoleno, aby si samy udílely medaile za dlouholetou službu. Tento systém zůstal zachován i poté, co se kolonie v roce 1910 stala Jihoafrickou unií. Po první světové válce vláda Jihoafrické unie vytvořila zcela nové medaile pro veterány anglo-búrských válek (v roce 1920), pro příslušníky vězeňské služby (v roce 1922), příslušníky policie (v roce 1923) a příslušníky železniční policie (v roce 1934).
V letech 1937 až 1952 zavedl král Jiří VI., jakožto hlava Jihoafrické unie, několik civilních a vojenských medailí a vyznamenání určených pro udílení v tomto dominiu. Během druhé světové války byla opět britská vojenská vyznamenání udílena jihoafrickým jednotkám.

### 1952 až 2002
V roce 1952 při příležitosti 300. výročí evropského osídlení této oblasti zavedla jihoafrická vláda vlastní systém vyznamenání. Skládal se z existujících civilních a policejních medailí stejně jako medailí vězeňské služby a železniční policie a z nové řady vojenských vyznamenání. Tato ocenění dostala přednost před britskými vyznamenáními.
V 60. letech 20. století byl tento systém rozšířen poté, co se Jihoafrická unie stala Jihoafrickou republikou. V roce 1963 byla zavedena nová vyznamenání pro policii, v roce 1966 pro železniční policii, v roce 1967 byly zavedeny sportovní hvězdy, v roce 1968 nová vyznamenání pro vězeňskou službu a v roce 1970 nová civilní vyznamenání.
Vláda však s tímto systémem nebyla spokojena. V 70. a 80. letech 20. století došlo k vytvoření prakticky nového systému, kdy byla většina stávajících vyznamenání zrušena a byla nahrazena novými oceněními. Počet udílených vyznamenání se podstatně zvýšil. Nová vojenská vyznamenání byla zavedena v roce 1975. Po nich následovaly v roce 1976 medaile civilní obrany a v roce 1979 další policejní ocenění. Nová vyznamenání pro železniční policii a vězeňskou službu byla zavedena v roce 1980 a v roce 1981 byla vytvořena vyznamenání pro zpravodajskou službu.
Během této doby byla deseti územním celkům udělena samospráva či ve čtyřech případech nezávislost. Každá z těchto oblastí měla své vlastní vyznamenání a medaile, které nebyly začleněny do hlavního systému státních vyznamenání Jihoafrické republiky. Tyto samosprávné oblasti i s jejich vyznamenáními byly v roce 1994 zrušeny jako zastaralé.
Státní civilní, vojenské i policejní vyznamenání pokračovala i po roce 1994. V roce 1996 byla zavedena série nových ocenění pro bývalé osvobozenecké armády.

### Od roku 2002
Jako součást vytváření nových národních symbolů byl v roce 2002 zaveden nový systém státních vyznamenání Jihoafrické republiky. Jeho budování začalo v roce 2002 vytvořením několika civilních ocenění, k nimž se v roce 2003 přidala vojenská vyznamenání, v roce 2004 policejní vyznamenání, v roce 2005 vyznamenání zpravodajských služeb a v roce 2008 vyznamenání městské a metropolitní policie.
V roce 2005 byla zavedena nová tabulka, která sloučila všechna jihoafrická vyznamenání i vyznamenání dřívějších samosprávných území udílená po roce 1952 (těchto vyznamenání bylo více než 300) do jediného systému a určila jejich vzájemnou prioritu.

## Civilní vyznamenání
Systém britských vyznamenání se v Jižní Africe používal po mnoho desetiletí a místní obyvatelé pravidelně vystupovali v pololetních seznamech britských vyznamenaných. Mohla jim být udělena i britská civilní vyznamenání za statečnost. Nacionalistická vláda zastavila udílení těchto titulů a řádů v roce 1925 a ukončila nominace na tato ocenění za statečnost poté, co byla v roce 1931 unii přiznána nezávislost. O několik let později založila Jihoafrická unie svou vlastní cenu za statečnost, přičemž hlavním vyznamenáním byla Králova/Královnina medaile za statečnost Jihoafrické unie.
Když Jihoafrická unie ustanovila v roce 1952 svůj vlastní systém vyznamenání, byla do něho zahrnuta i Královnina medaile za statečnost Jihoafrické unie a také medaile vydaná v roce 1953 při příležitosti korunovace královny Alžběty II., Korunovační medaile Alžběty II., jež byla také označena za jihoafrické vyznamenání, neboť v té době Jihoafrická unie spadala pod vládu britského panovníka.
Během 60. a 70. let 20. století, poté co byla ustanovena republika, zavedla vláda několik civilních vyznamenání, která byla udílena za statečnost a záslužnou službu. Nejvýznamnějšími z nich bylo Woltemadeho vyznamenání za statečnost a Vyznamenání za záslužnou službu. Systém civilních vyznamenání byl rozšířen v 80. letech 20. století. V roce 1986 bylo založeno pět národních řádů a bylo zřízeno Kancléřství řádů při Kanceláři prezidenta státu. Toto kancléřství mělo na starosti správ nových řádů. Nejvýznamnějším z nich byl Řád Jižního kříže, který byl udílen v letech 1986 až 2002.
Stará vyznamenání byla zachována několik let po přeměně republiky v demokratický stát v roce 1994. V roce 2002 byla zavedena nová řada národních řádů v rámci procesu vytváření nových národních symbolů. Nejvyšším řádem se stal Řád Mapungubwe.

## Vojenská vyznamenání

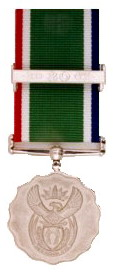
Medaile za dlouholetou službu

Koloniální vojenské síly byly původně vyznamenávány britskými dekoracemi. Od roku 1894 udílely koloniální vlády své medaile za příkladné chování a za dlouholetou službu, což byla v té době v Britském impériu běžná praxe. V této praxi pokračovaly i Obranné síly unie, které v roce 1912 nahradily koloniální síly. Britská vyznamenání za statečnost a mimořádnou službu, včetně Viktoriina kříže, byla udílena i během první a druhé světové války. V roce 1920 vláda zavedla zvláštní řadu ocenění pro veterány, kteří bojovali v búrských silách během druhé búrské války v letech 1899 až 1902.
Největší část nového systému vyznamenání zavedeného v roce 1952 tvořila vojenská vyznamenání, která nejen nahradila stávající medaile za dlouholetou službu, ale také poskytla náhradu za vyznamenání udílená britskou vládou během války. Nejvyšším vyznamenáním se stalo Vyznamenání Hrad Dobré naděje, udílené v letech 1952 až 2003, které bylo ekvivalentem Viktoriina kříže.
V roce 1975 byl zaveden nový systém ocenění. V něm bylo zachováno sedm stávajících vyznamenání. Mezi novinky patřila hierarchie ocenění za zásluhy, kumulativní medaile za dlouholetou službu a barevně rozlišené stužky. Vzhledem k tomu, že byly jihoafrické jednotky v 70. až 80. letech 20. století zapojeny do vojenských operací v Jihozápadní Africe a v Angole, roční počet udílených vyznamenání se výrazně zvýšil. Další vojenská vyznamenání byla zavedena v letech 1987 až 1991.
V udílení těchto vyznamenání pokračovaly i Jihoafrické národní obranné síly, které vznikly v roce 1994. V roce 1996 byla podle precedentu z roku 1920 zavedena vyznamenání a medaile pro veterány Azanské lidové osvobozenecké armády a Umkhonto we Sizwe, kteří bojovali v osvobozeneckém boji v letech 1961 až 1994.
V roce 2003 byla zavedena nová řada vojenských medailí a vyznamenání. Došlo k podstatnému zredukování počtu ocenění. Tento systém sestává ze tří vyznamenání za statečnost, z nichž je nejvyšší Nkwe ya Gauta, dále třech vyznamenání za mimořádnou službu, medaile za tažení, medaile za dlouholetou službu a dvou emblémů.

## Policejní vyznamenání

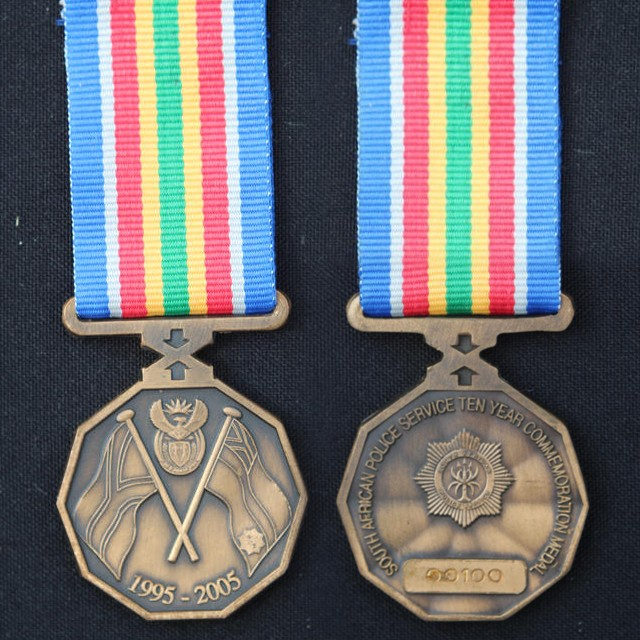
Pamětní medaile 10. výročí založení Jihoafrické policejní služby

Jihoafričtí policisté měli v letech 1909 až 1933 nárok na britskou Královu policejní medaili. Od roku 1923 udílela Jihoafrická unie i vlastní policejní vyznamenání. Do roku 1986 existovaly dvě policejní síly, Jihoafrická policie a Jihoafrické železniční policejní síly. Příslušníci obou jednotek měli nárok na výše zmíněnou medaili (a na její jihoafrickou verzi zavedenou v roce 1937) a každá z nich měla vlastní medaili za dlouholetou službu.
Poté, co se unie stala v roce 1961 republikou, zavedla vláda pro Jihoafrickou policii zcela novou sadu vyznamenání a medailí. V dalších letech byla přidávána další ocenění. Nakonec v systému byly vyznamenání za statečnost, za vynikající vedení, za vynikající službu, medaile za tažení a medaile za dlouholetou službu. Podobný systém vyznamenání byl v roce 1966 zaveden i pro železniční policii.
V roce 1994 se Jihoafrická policie spojila s policejními silami bývalých samosprávných celků a vytvořila Jihoafrickou policejní službu. I její příslušníci byli nadále oceňováni vyznamenáními z předchozího systému, dokud nebyla tato sestava v roce 2004 nahrazena novým systémem. Ten se skládá ze dvou dekorací za statečnost, tří za zásluhy a čtyř za dlouholetou službu. V systému se nachází také pamětní medaile a vyznamenání pro policejní psy a koně. V roce 2008 byla zavedena podobná série vyznamenání pro městskou a metropolitní policii.

## Vyznamenán vězeňské služby
V letech 1922 až 1996 udílela Jihoafrická unie a Jihoafrická republika příslušníkům vězeňské služby vyznamenání a medaile. V letech 1922 až 1968 šlo o jedinou medaili, kterou bylo možné udělit za dlouholetou službu nebo za statečnost. V letech 1968 až 1980 existovala tři vyznamenání, a to vyznamenání za statečnost, medaile za záslužnou službu a medaile za dlouholetou službu.
Od roku 1980 do roku 1996 měla vězeňská služba systém vyznamenání vojenského typu, který se skládal ze dvou vyznamenání za statečnost, šesti za zásluhy a tří za dlouholetou službu. Udílení medailí příslušníkům vězeňské služby bylo ukončeno v roce 1996.

## Vyznamenání zpravodajských služeb
Od roku 1981 Jihoafrická republika udílí vyznamenání a medaile příslušníkům svých zpravodajských služeb. V letech 1981 až 1994 sestával systém vyznamenání udílený příslušníkům Národní zpravodajské služby a jejím spolupracovníkům ze dvou vyznamenání za statečnost, pěti za zásluhy, dvou za výjimečné zásluhy civilistů a tří medailí za dlouholetou službu.
Nový systém vyznamenání byl zaveden v roce 2005. Tento systém sestává z vyznamenání za statečnost, čtyř vyznamenání za záslužnou službu a tří za dlouholetou službu.